# تقریب دبلیوکی‌بی
در فیزیک ریاضی، تقریب دبلیوکی‌بی (به انگلیسی: WKB approximation) یا روش دبلیو‌کی‌بی، راهی است برای یافتن پاسخ‌های تقریبی برای معادلات دیفرانسیل پاره‌ای خطی که ضرایب فضایی متغیر دارند. به طور عمومی این روش در محاسبه نیمه کلاسیک در مکانیک کوانتومی که در آن تابع موج به صورت تابع نمایی در می‌آید، کاربرد دارد. نام آن کوتاه شده ونتزل-كرامرز-بریلویین (به انگلیسی: Wentzel–Kramers–Brillouin) است.